# 금촌초등학교
금촌초등학교는 대한민국 경기도 파주시 금촌동에 있는 초등학교이다.

## 학교 연혁
- 1923년 5월 1일 금촌사립보통학교 개교
- 1933년 5월 9일 금촌공립보통학교로 개편
- 1938년 4월 1일 아동공립심상소학교로 개칭[1]
- 1941년 4월 1일 아동공립국민학교로 개칭[2]
- 1980년 12월 26일 병설유치원 설립인가
- 1996년 3월 1일 금촌초등학교로 개칭[3]
- 1998년 5월 25일 급식실 개관
- 1998년 9월 29일 체육관 개관
- 2001년 6월 13일 학교 역사관 개관
- 2005년 4월 18일 어학실(영어학습실)1실 조성
- 2006년 2월 16일 제 74회 졸업식(총 16,419명)
- 2006년 2월 23일 도서실 및 특별실 개관
- 2007년 6월 1일 역사관 1실 조성(미래관에서 본관 2층으로 이전 조성)
- 2007년 8월 1일 예절실 1실 조성
- 2008년 9월 1일 유치원 도서실 1실 조성
- 2008년 9월 24일 금촌 한마당 축제 개최
- 2009년 10월 16일 영어체험학습실 개관
- 2010년 6월 1일 제2보육교실 개관(20,00천원)
- 2011년 2월 28일 학생안전출입통제시스템 설치(27,500천원), CCTV설치 (10,000천원)
- 2011년 4월 1일 유치원 특수학급 신설 (22,500천원)
- 2011년 11월 15일 W-CLASS 신설 (7,500천원)
- 2013년 9월 1일 금촌유치원 개원
- 2015년 4월 30일 학교스포츠클럽대회 및 개교기념식
- 2015년 4월 30일 재활용 분리수거장 조성 (1,320천원)
- 2015년 5월 8일 금촌어울림 안녕? 오케스트라! 창단
- 2015년 8월 20일 특별교실(목공체험실, 조리실습실, 학생자치실) 조성 (19,400천원)
- 2015년 9월 9일 k-water 협약식 체결 및 수돗물교육
- 2015년 10월 23일 목공체험실(어울림 두둘방)개관식
- 2016년 2월 28일 방과후교실(피아노실) 신설 (4,071천원)
- 2016년 8월 31일 학년군교사연구실 리모델링 (33,977천원)
- 2016년 9월 9일 체육관 리모델링 (253,494천원)
- 2016년 11월 1일 체육관 화장실 리모델링(108,108천원)
- 2016년 12월 31일 미술실, 미술준비실 환경개선(1,300천원)
- 2019년 6월 20일 디지털교실 구축
- 2019년 10월 24일 찾아가는 음악회(파주시립예술단)
- 2019년 12월 31일 교실형 안전체험관 조성
- 2020년 1월 15일 제88회 졸업식(64명)

## 학교 상징
- 교화 - 개나리 : 희망찬 내일을 향하여 앞장서 나가 아름답고 희망찬 인생을 설계한다.
- 교목 - 느티나무 : 다른 사람에게 도움을 주는 사람으로 잘 성장하여 미래 사회가 요구하는 전인적인 인재를 육성한다.

## 참고 자료
- 금촌초등학교 - 한국교육학술정보원 학교알리미